# Blepharodes cornutus cornutus
Blepharodes cornutus cornutus es una subespecie de mantis de la familia Empusidae.

## Distribución geográfica
Se encuentra en Etiopía, Somalia y Sudán.